# Trigonexora gerentia
Trigonexora gerentia es una especie de insecto coleóptero de la familia Chrysomelidae.
Fue descrita científicamente en 1964 por Bechyne & Bechyne.